# 闌尾炎
闌尾炎，是指由闌尾發炎而引起的急性消化系統疾病。

## 簡介

闌尾位置

闌尾，是大腸起始段的管狀器官。由於其生長位置關係，容易因受到感染、腔隙阻塞等而發炎。在漢語中，有些地區的口語誤稱闌尾炎為“盲腸炎”，然而盲腸與闌尾其實是兩個不同的器官，盲腸發炎是罕見的血液腫瘤科疾病化療後遺症。大約在1886年的文獻上就有關於闌尾炎的紀錄，一般以病程的發展快慢可分為急性與慢性兩種。
闌尾炎顧名思義就是闌尾發炎。闌尾通常位于腹部的右下方，像一根小管子，約有5-10公分左右長，一端連著盲腸，另一端則闭塞。阑尾管腔會有部份或全部堵塞的情形，以致於累積細菌而造成感染，重者出现阑尾化腔、坏疽，乃至穿孔。阑尾炎多数須行手術切除闌尾，部分早期或单纯性阑尾炎也可经抗感染治疗治愈。

## 起因
闌尾炎並不是一種傳染病或是遺傳疾病，發生前通常不會有徵兆。典型闌尾炎发作，患者脐周或上腹部會逐渐出現疼痛，或持续性，或阵发性，数小时后可出现固定右下腹部压痛。傳統的觀念認為闌尾炎是因為在飯後做激烈運動，使得食物的碎粒就會掉到闌尾裡，但是這種說法沒有根據。真正造成急性闌尾炎的原因不明，有人認為飲食中的纖維程度或衛生習慣有關。
闌尾炎發生的主因通常是阑尾淋巴结肿大导致阑尾阻塞，而其他最常造成盲腸阻塞的東西包括糞石、寄生蟲等等都有可能，如果此時再加上黴菌侵染，就可能會引發闌尾炎。一般发病3个月以内的阑尾炎为急性闌尾炎，超过3个月称为慢性阑尾炎。
也有文獻顯示闌尾炎有家族遺傳傾向，其發生率在有家族史的族群為對照組的 3 到 10 倍，遺傳性闌尾炎估計占了 21% 到 56% 的比例。家族史在闌尾炎的風險程度，過往文獻數據差異甚大、可能是因為以單一機構或雙胞胎為納入分析對象之故。

## 病徵
腹痛是主要症狀之一，初期痛的位置可以是上腹、下腹或肚臍周圍，接著有食欲不振、噁心嘔吐，數小時後疼痛感覺慢慢移至右下腹，用手按下彈起時痛楚加劇。此外，亦可能出現發燒、嘔吐、便秘或腹瀉等。但並不是所有病人都出現以上症狀。慢性闌尾炎的病情比急性闌尾炎較緩慢及輕微，可能只是右下腹微痛，但如果不及早治療，可造成阑尾周围脓肿。

## 診斷
“转移性右下腹压痛”或“固定右下腹压痛”为阑尾炎的主要临床表现及诊断依据，此压痛称为麦氏点压痛（McBurney point tenderness），位于于脐与右髂前上棘连线的中外1/3交界处。阑尾炎的诊断应首先排除右侧泌尿系结石、妇科疾病（患者为女性时）可能。臨床檢查上，闌尾炎有四大徵象：咳嗽徵象、閉孔肌徵象、腰大肌徵象、洛夫辛徵象。

### 驗血
病人疑似有闌尾炎多被要求做血液測試，以检查白细胞计数水平、中性粒细胞比例。但有50％機會即使患有闌尾炎，血液測試可能是正常的。因此，這不是最可靠的診斷證明。

### 尿液檢查
闌尾炎通常都會做尿液測試，部分患者尿检可能提示尿潜血阳性。育龄期女性患者应常规检查尿HCG排除妊娠。

### X光
普通X光檢查较少用于阑尾炎诊断，通常在与消化道穿孔鉴别时需行腹部平片。部分阑尾炎在CT检查中可提示阑尾肿大。

### 超音波
检查通常首先用于排除泌尿系及妇科疾病。当阑尾肿大时，超声波检查可提示条状低回声区。在兒童，亦可用于排除肠系膜淋巴结肿大。在某些情況下，儘管已患上闌尾炎也不會被發現有任何異常。

## 治療方法
治療闌尾炎的最有效方法是手術割除。如果考虑急性闌尾炎，宜尽早手术割除，否則會甚至令闌尾化膿破裂，引致腹膜炎；若已形成周围脓肿、包裹，则不宜手术，通常先行抗炎治疗，3个月后择期行阑尾切除。而慢性患者可在炎症控制3个月后择期安排入院做手術，或再次急性发作时急诊手术治疗。
近年来出现用微创手术方法切除阑尾的方法，通常在下腹部開三個小孔便能進行手術，每個傷口約五毫米，多数需30分鐘至90分鐘，若能及早切除，手術成功率達90%。经过改良的传统手术，腹部切口通常仅2至5厘米不等，解剖清晰的病例一般手术时间约15分钟至30分钟。两种手术方式无绝对优劣，相较而言微创手术术后切口感染發生率较低、腹腔粘连轻、并发症少、切口疼痛轻，在肥胖患者中优势更为明显。

## 外部連結
- CT of the abdomen showing acute appendicitis （页面存档备份，存于）
- Anatomy of Appendix and Appendicits | Medchrome （页面存档备份，存于）
- Podcast on the management of appendicitis
- Appendicitis and Appendectomy author Dennis Lee, M.D. editor Jay Marks, M.D. - MedicineNet.com （页面存档备份，存于）, Doctor Produced information plus Patient Discussions provided by MedicineNet.com
- Appendicitis - MayoClinic.com （页面存档备份，存于）, from the Web site of the Mayo Clinic
- Appendicitis, history, diagnosis and treatment by Surgeons Net Education
- Appendicitis Research Latest research from the literature on appendicitis
- Acute and Suppurative Appendicitis from the Spring 1998 issue of The Permanente Medical Journal
- Appendicitis Update Complete information including laparoscopic appendectomy
- History of Appendicitis Vermiformis: Its diseases and treatment. （页面存档备份，存于） By Arthur C. McCarty, M.D.
- Appendicitis: Acute Abdomen and Surgical Gastroenterology （页面存档备份，存于） from the Merck Manual Professional (Content last modified September 2007)
- Abdominal Emergencies, 'Surgical Abdomen'.By DR David Bednarczyk; Pediatric Surgery （页面存档备份，存于）